# Peugeot 307 WRC

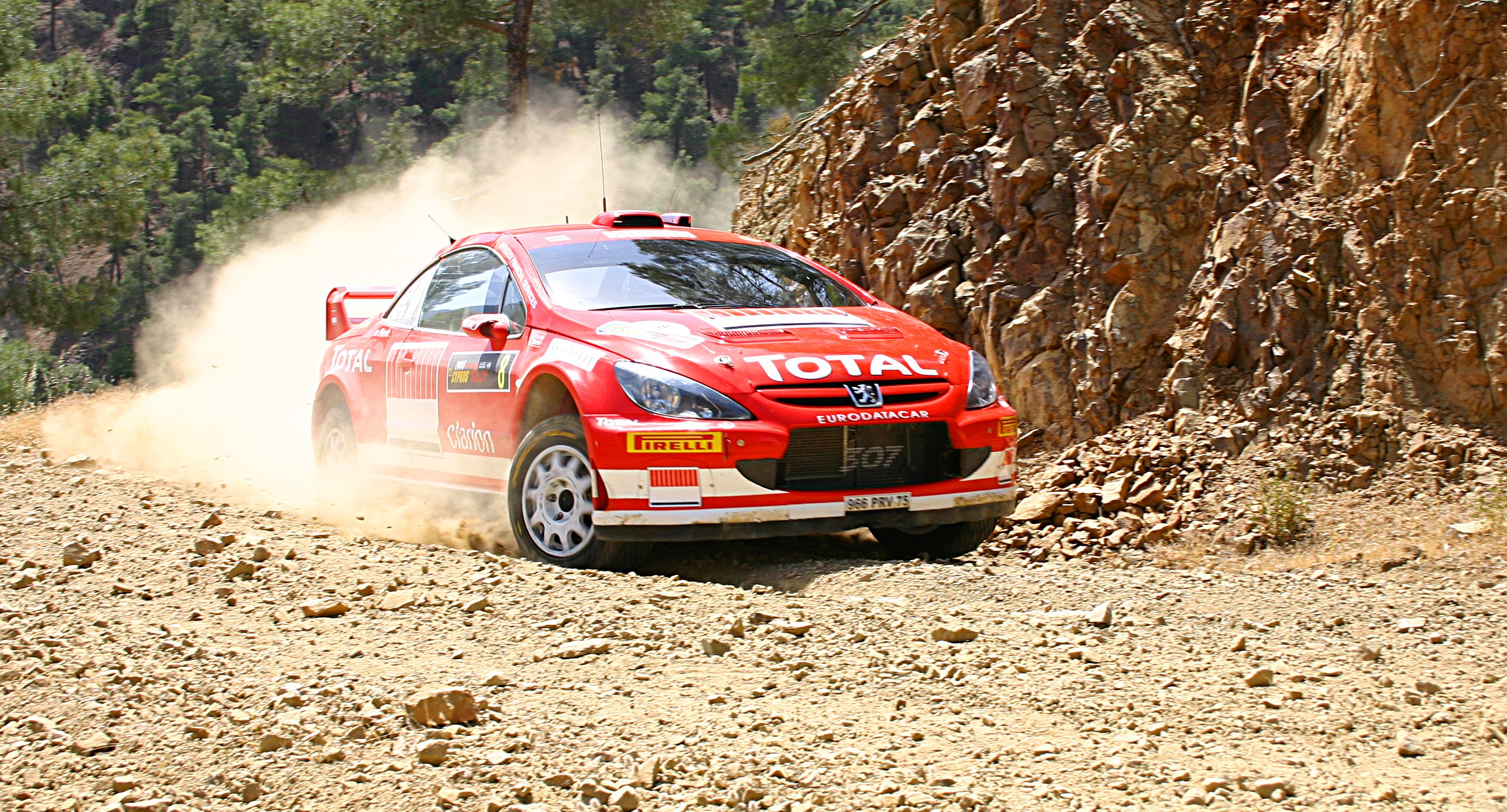
Markko Märtin podczas Rajdu Cypru 2005

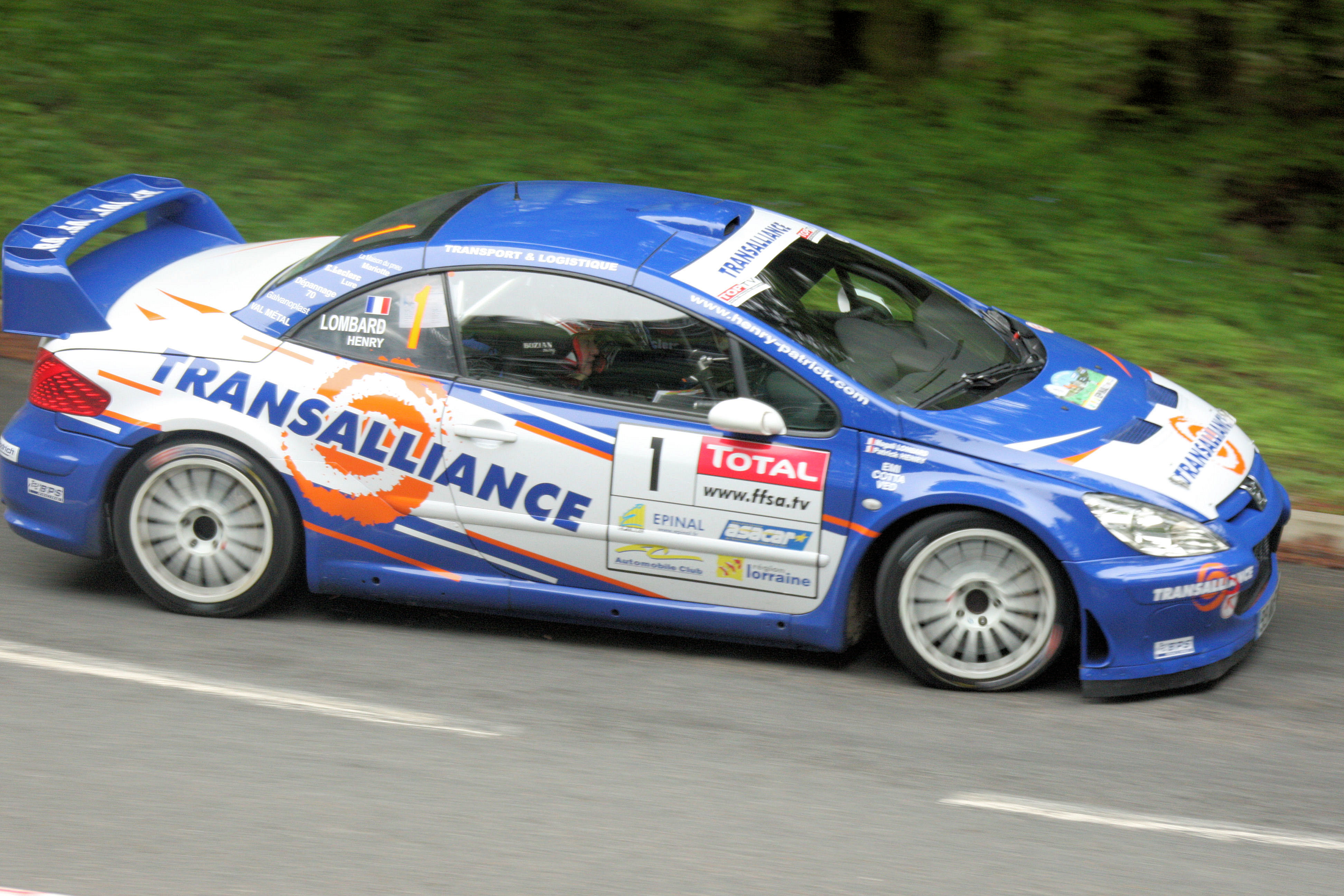
Patrick Henry podczas Rajdu Alsace Vosges 2008

Peugeot 307 WRC – samochód WRC konstrukcji Peugeota oparty na modelu 307 CC, następca utytułowanego Peugeota 206 WRC. Zadebiutował podczas Rajdu Monte Carlo 2004.

## Historia modelu
Model 307 WRC powstał jako następca bardzo utytułowanego modelu 206 WRC. Peugeot zdecydował się na wykorzystanie do budowy nowego rajdowego samochodu właśnie tego modelu ponieważ model 207, nie był jeszcze gotowy. Z kolei model 307 w wersji hatchback miał zbyt wysoko poprowadzoną linie dachu, co podnosiłoby znacznie środek ciężkości. Dlatego też zdecydowano się wykorzystać wersję CC. Składany metalowy dach zastąpiono stałym, przymocowanym do klatki bezpieczeństwa.
Ze względu na długi tylny zwis wynikający rodzaju nadwozia i znaczącą masę umiejscowioną za tylną osią, auto było nadsterowne, co wielu kierowcom sprawiało problemy. Konstruktorzy Peugeota nie mogli całkowicie temu zapobiec, dlatego starali żeby zjawisko zarzucania tyłem nie było zbyt gwałtowne.
Peugeot chciał zastosować w tym modelu innowacyjną, dwusprzęgłową skrzynię biegów. W tym celu zakupił od Porsche licencję na ich PDK (Porsche Doppel Kupplung). Skrzynia docelowo miała znajdować zastosowanie w samochodach drogowych, jednak najpierw Peugeot chciał ją przetestować w sporcie. Prace nad dopracowaniem konstrukcji się przeciągały, dlatego postanowiono zastosować w rajdówce 4-biegową sekwencyjną przekładnię. Cały układ napędowy modelu 307 WRC był przystosowany do skrzyni PDK, dlatego też dyferencjały zostały zaadaptowane z drogowego modelu 405 T16. W takiej specyfikacji, z elementami napędu pochodzącymi z początku lat 90., auto wystartowało w czterech pierwszych eliminacjach sezonu 2004 i było jedynym samochodem WRC pozbawionym aktywnych dyferencjałów. Nie przeszkodziło to jednak Marcusowi Grönholmowi w prowadzeniu przez 4 pierwsze oesy w Monte Carlo, do czasu wypadku, jak również w ukończeniu Rajdu Szwecji i Nowej Zelandii na 2. miejscu. W pierwszym starcie z aktywnymi dyferencjałami, Rajdzie Cypru Grönholm wygrał, jednak został zdyskwalifikowany za nieodpowiednią pompę wodną, która miała wirnik z tworzywa sztucznego, a powinien być metalowy.

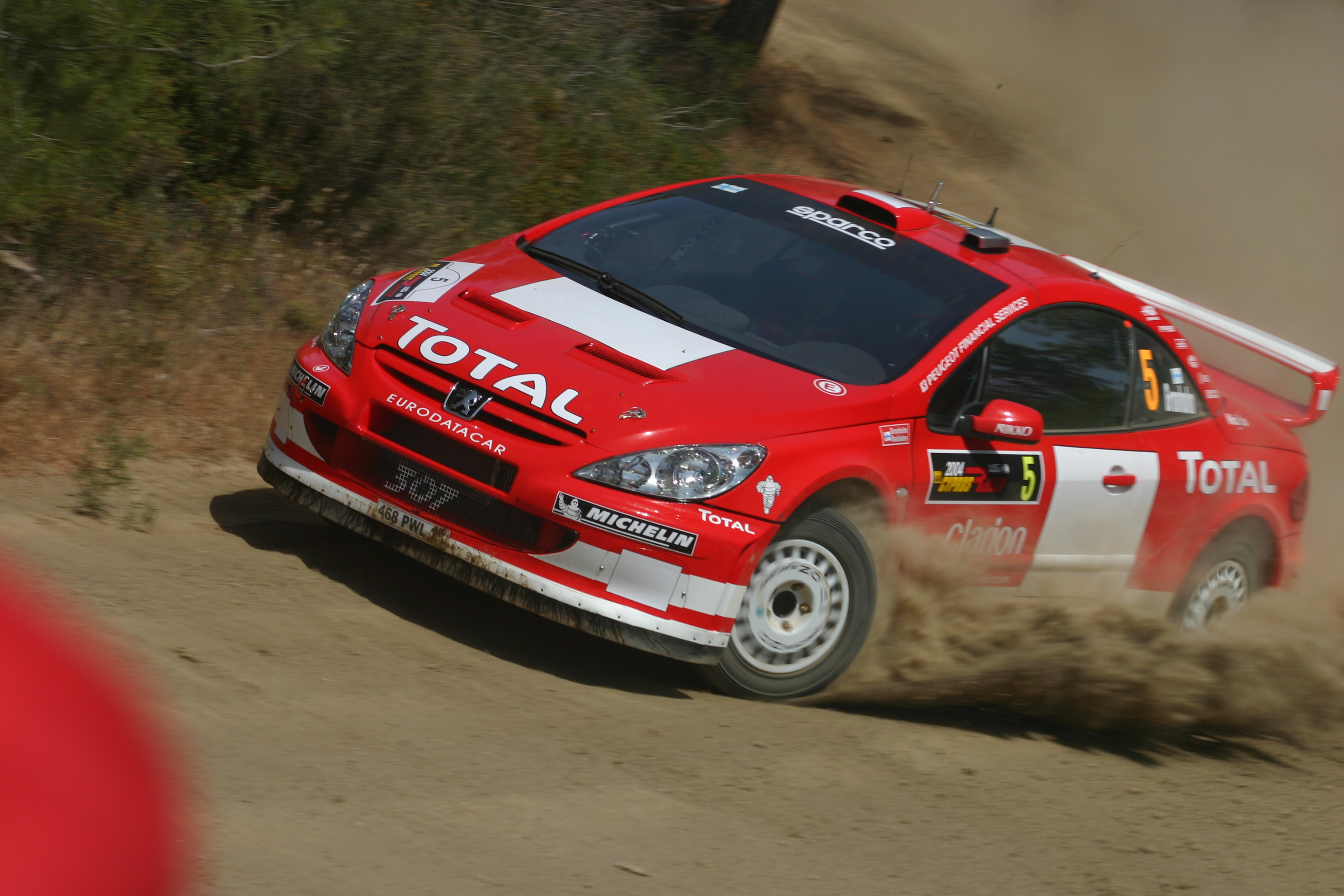
Marcus Grönholm podczas Rajdu Cypru 2004

Pomimo kolejnych problemów ze skrzynią biegów Grönholm wygrał Rajd Finlandii, jednak po rajdzie prosił, aby Peugeot dał mu 5-biegową skrzynię. Jako że przekładnia PDK dalej nie działała, na kolejną imprezę – Rajd Niemiec – samochód otrzymał 5-biegową skrzynię. Niestety Grönholm rozbił się po 400 metrach od startu pierwszego oesu, zanim zdążył wrzucić piąty bieg.
Kolejny sezon miał być ostatnim dla fabrycznego Peugeota 307 WRC. Na trzy rajdy przed końcem sezonu samochód Grönholma otrzymał w końcu skrzynię PDK, jednak ze względu na awarię tej skrzyni rajdu nie ukończył. Pomimo awaryjnej przekładni i niezadowolenia kierowców z prowadzenia się auta, Peugeot wywalczył w sezonie 2005 wicemistrzostwo świata producentów.
W sumie powstały trzy ewolucje modelu 307 WRC, ostatnia została przygotowana na sezon 2006 i korzystali z niej kierowcy prywatni. W późniejszym czasie auto zaczęło startować w krajowych mistrzostwach, także wyposażone już w skrzynię PDK. W pojedynczych występach w mistrzostwach świata można było zobaczyć 307 WRC do sezonu 2010, który był ostatnim sezonem startów 2-litrowych aut WRC.
Model 307 WRC będzie też zapamiętany w związku z największą tragedią ery WRC. Podczas Rajdu Wielkiej Brytanii 2005 doszło do śmiertelnego wypadku, Markko Märtin stracił kontrolę nad pojazdem i uderzył w drzewo przez co jego pilot, Michael Park zginął na miejscu.

## Sukcesy w rajdach

### Mistrzostwa Świata
Peugeot 307 WRC nie odniósł zbyt wielu sukcesów w Rajdowych Mistrzostwach Świata. Tylko Marcus Grönholm wygrywał tym autem. Udało mu się to trzykrotnie, dwukrotnie wygrywał w Rajdzie Finlandii (2004 i 2005), raz w Rajdzie Japonii 2005. Poza tym wielokrotnie stawał na podium, razem 13 razy.
W sumie model 307 WRC przez trzy lata startów 27 razy zajmował miejsce na podium, a Marcus Grönholm wywalczył nim tytuł II wicemistzra świata w sezonie 2005.

### Zwycięstwa wWRC
| Nr | Rajd                | Sezon | Kierowca        | Pilot           |
| -- | ------------------- | ----- | --------------- | --------------- |
| 1  | Rajd Finlandii 2004 | 2004  | Marcus Grönholm | Timo Rautiainen |
| 2  | Rajd Finlandii 2005 | 2005  | Marcus Grönholm | Timo Rautiainen |
| 3  | Rajd Japonii 2005   | 2005  | Marcus Grönholm | Timo Rautiainen |

### Mistrzostwa Francji
Model 307 WRC odnosi znaczne sukcesy na rajdowych trasach Francji, gdzie auto jest obecne do dziś. W sumie francuscy kierowcy zdobyli trzy tytuły mistrza Francji za kierownicą tego auta w latach 2006–2008. W sezonie 2006 Nicolas Vouilloz wygrał 7 z 8 rund, natomiast w roku 2007 kierowcy 307 WRC wygrali wszystkie rundy, a mistrzem został Patrick Henry. W sezonie 2008 mistrzem został Dany Snobeck wygrywając trzy rajdy.

### 307 WRC w Polsce
W Polsce model 307 WRC można było oglądać między innymi podczas Rajdu Barbórka w latach 2009–2011, gdzie startował nim Tomasz Kuchar, dwukrotnie wygrywając w latach 2009–2010.

## Dane techniczne
|                   | Peugeot 307 WRC |
| ----------------- | --- |
| Silnik            | typ XU7JP4, DOHC, 4 cylindry, 16 zaworów turbodoładowany, umieszczony poprzecznie z przodu pochylony o 30 stopni w kierunku tyłu samochodu |
| Pojemność         | 1997 cm³ |
| Średnica tłoka    | 85 mm |
| Skok tłoka        | 88 mm |
| Moc               | 300 KM/5250 obr./min |
| Moment obrotowy   | 580 Nm/3500 obr./min |
| Stopień sprężania | 8,5:1 |
| Napęd             | na cztery koła |
| Skrzynia biegów   | 4-biegowa sekwencyjna 5-biegowa sekwencyjna 5-biegowa dwusprzęgłowa PDK Hewland, montowana poprzecznie                                     |
| Dyferencjały      | Mechaniczne: przedni, centralny, tylny (Evo1) Aktywne: przedni, centralny i tylny                                                          |
| Sprzęgło          | sześciotarczowe, węglowe |
| Zawieszenie przód | kolumna MacPhersona, regulowane stabilizatory przechyłu                                                                                    |
| Zawieszenie tył   | kolumna MacPhersona, regulowane stabilizatory przechyłu                                                                                    |
| Opony             | Pirelli |
| Felgi             | OZ, 8x18" (asfalt) 7x15" (szuter/śnieg) |
| Hamulce przód     | tarcze wntylowane, 370 mm, 8-tłoczkowe zaciski (asfalt) 295 mm, 4-tłoczkowe zaciski (szuter)                                               |
| Hamulce tył       | tarcze wentylowane, 295 mm, 4-tłoczkowe zaciski (asfalt/szuter)                                                                            |
| Układ kierowniczy | wspomagany hydraulicznie, przekładnia ślimakowa                                                                                            |
| Długość           | 4344 mm |
| Szerokość         | 1770 mm |
| Wysokość          | 1370 mm |
| Rozstaw osi       | 2610 mm |
| Masa własna       | 1230 kg |